# Очеретине (село)
Очере́тине — село Олександрівської селищної громади Краматорського району Донецької області, України. Населення становить 940 осіб.